# اگردینگ
اگردینگ (به آلمانی: Eggerding) یک منطقهٔ مسکونی در اتریش است که در ناحیه شاردینگ واقع شده‌است. اگردینگ ۲۲ کیلومتر مربع مساحت دارد ۳۸۲ متر بالاتر از سطح دریا واقع شده‌است.